# S109 (Amsterdam)
De S109 (stadsroute 109) is een verkeersweg in de Nederlandse gemeente Amsterdam en een van de weinige S-wegen die niet uitkomt op de S100. De S109 verbindt Amstelveen via Buitenveldert met Amsterdam-Zuid. De weg begint bij de aansluiting Ouderkerk van de A9. Net na deze aansluiting volgt de kruising met de N522 richting Ouderkerk aan de Amstel. De S109 volgt kort de Oranjebaan richting het westen om daarna af te buigen via de Beneluxbaan richting Buitenveldert. De S109 volgt de Beneluxbaan tot de gemeentegrens van Amsterdam, om vervolgens over te gaan in de Buitenveldertselaan. De S109 slaat vervolgens af richting het oosten ter hoogte van het Gijsbrecht van Aemstelpark. Bij het Amstelpark buigt de S109 af naar het noorden richting de aansluiting met de Ring A10. De S109 passeert vervolgens de Amsterdam RAI om te eindigen op de S108 in de Apollobuurt.
Ringweg A10 (Ringweg-West, -Noord / -Oost / -Zuid)

Overige autosnelwegen:
voorheen Muiderstraatweg (A1) · 
Utrechtseweg (A2) · 
Haagseweg (A4) · 
Westrandweg (A5) · 
Coentunnelweg (A8) ·
Gaasperdammerweg (A9)

Stadsroutes:
S100 ·
S101 ·
S102 ·
S103 ·
S104 ·
S105 ·
S106 ·
S107 ·
S108 ·
S109 ·
S110 ·
S111 ·
S112 ·
S113 ·
S114 ·
S115 ·
S116 ·
S117 ·
S118

Overige wegen:
Gooiseweg ·
Haarlemmerweg ·
Nieuwe Leeuwarderweg ·
Nieuwe Utrechtseweg

Knooppunten:
Amstel ·
Coenplein ·
De Nieuwe Meer ·
Holendrecht ·
Watergraafsmeer